# Amel Hedhili
Amel Hedhili (arabe : أمال الهذيلي) est une actrice tunisienne.

## Biographie
En 1997, elle remporte le prix de la meilleure actrice pour son rôle d'Aida dans Tunisiennes du réalisateur Nouri Bouzid au Festival international du film francophone de Namur. La même année, Nouri Bouzid, Amel Hedhili, Nadia Kaci et Leila Nassim reçoivent le prix Elvira Notari à la Mostra de Venise.

## Filmographie

### Cinéma
- 1994 : Les Silences du palais de Moufida Tlatli : Khedija
- 1996 : Un été à La Goulette de Férid Boughedir
- 1996 : Miel et Cendres de Nadia Fares Anliker : Amina
- 1997 : Tunisiennes de Nouri Bouzid : Aïda
- 1998 : Demain, je brûle de Mohamed Ben Smaïl (ar) : Fatima
- 2017 : Tunis by Night d'Elyes Baccar : Amel

### Télévision
- 1995 :  Le Mouton noir (téléfilm) de Francis de Gueltzl : Samira